# Montanhas Omatako

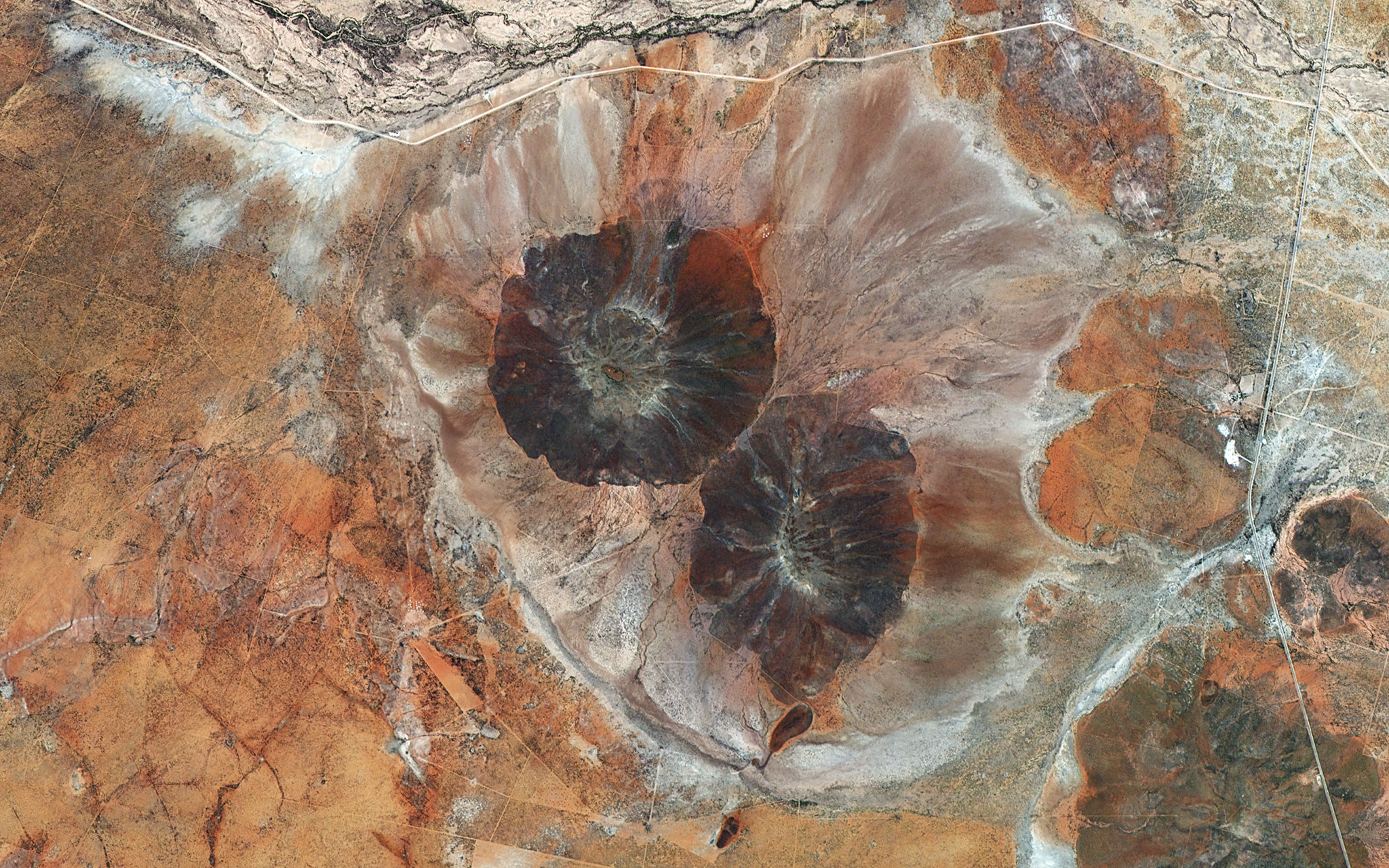
Imagem de satélite das duas montanhas em 2016

Montanhas Omatako são (em alemão: Omatakoberge) são duas montanhas da Namíbia, localizadas a cerca de 90 km (56 milhas) ao norte de Okahandja. Seu nome na língua herero significa literalmente "nádegas".
O mais elevado dos dois picos, o Grande Omatako (alemão: Omatako-Spitze), tem 2.300 m (7.500 pés) de altura, consideravelmente mais alto do que o outro pico. O primeiro europeu a registrar a localidade foi C. J. Andersson em 1851.